# 大科扎拉
50°8′14″N 27°52′16″E / 50.13722°N 27.87111°E
大科扎拉（烏克蘭語：Велика Козара），是烏克蘭北部的村莊，隸屬日托米爾州的日托米爾區。該村始建於1800年，面積129.2平方公里，海拔高度250米，2001年人口382。